# Нестеренко Олексій Григорович
Олексій Григорович Нестеренко — український журналіст, головний редактор газети «Носівські вісті», заслужений журналіст України.
1969-1973 — навчався в Ніжинському педагогічному інституті, факультет української філології. Станом на 2020 — пенсіонер.

## Відзнаки
- заслужений журналіст України[1]
- відзнака Державного комітету телебачення і радіомовлення України «За заслуги в розвитку інформаційної сфери» III ступеня.[джерело?]